# Alberto Colombo
Alberto Colombo (Varedo, Lombardija, Italija, 23. veljače 1946. – ?, 7. siječnja 2024.) bio je talijanski vozač automobilističkih utrka. Godine 1973. osvojio je titulu viceprvaka u Talijanskoj Formuli 3, a sljedeće 1974. naslov prvaka u istom natjecanju. U Formuli 1 1978. je imao tri pokušaja da se kvalificira na utrku, no nijednom nije uspio.

## Vanjske poveznice
- Alberto Colombo - Driver Database
- Alberto Colombo - Stats F1
- All Results of Alberto Colombo - Racing Sport Cars